# 陈铁

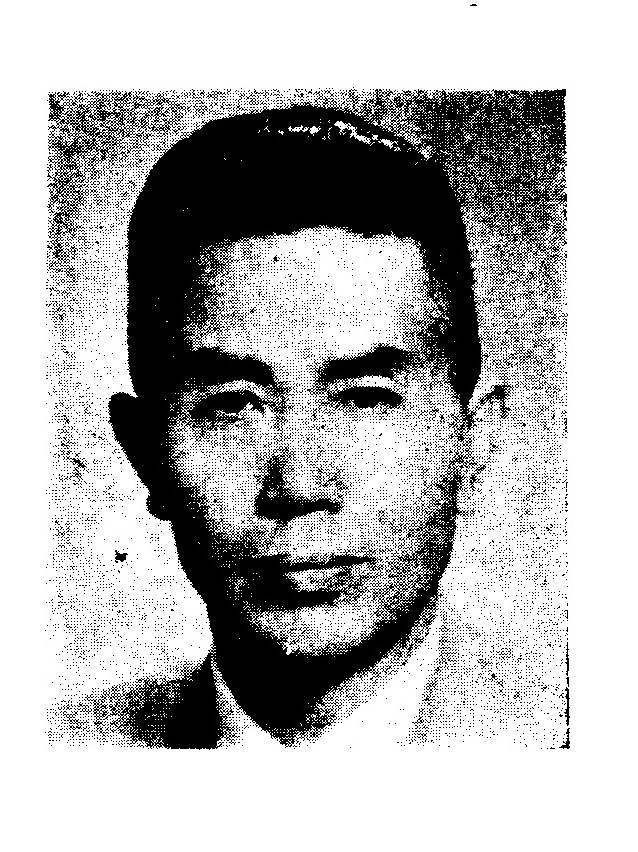
陳鐵近照

陈铁（1898年12月—1982年2月19日），原名永桢，号志坚，贵州遵义人，中华民国陆军中将。
陈铁1923年就读于黄埔军校第一期，毕业后历任排长、连长、营长。1926年参加北伐战争，同年升任团长。后又任中央军校军官团团长。1928年与卫立煌一同考入陆军大学特别班。毕业后，继任中央军校军官团团长，其后又历任第十四军八十三师二四九旅旅长、第八十三师副师长、第八十五师师长。抗日战争期间，于1938年升任第十四军军长，期间与中共频繁接触。1943年因此与卫立煌一同被撤职。1948年重新出任东北剿总副司令（司令为卫立煌）。1949年陈铁及其所部在贵州向中国人民解放军投降。中华人民共和国成立后，曾任西南军政委员会委员委员、农林部部长、国防委员会委员、贵州省副省长、贵州省政协副主席、贵州省林业厅厅长等职，并当选第二至五届全国政协委员。1982年在贵阳逝世。